# Odette de Saint-Maurice
Odette Passos y Ortega Mas de Saint-Maurice (Lisboa, Pena, 12 de Novembro de 1918 - Lisboa, 5 de Janeiro de 1993) foi uma escritora e tradutora portuguesa.
Ficou conhecida pelo seu tipo de escrita, cujos temas eram filiados ao regime do Estado Novo e à Primavera Marcelista.

## Biografia
Filha de Adolfo Amorim y Ortega Más de Saint-Maurice (filho de Joaquim Nobre y Ortega Mas de Saint-Maurice) e de sua mulher Armanda Passos.
Aprendeu sozinha a ler e a escrever.
Foi tradutora de francês para português na RTP. Foi também, durante muitos anos, autora radiofónica, tendo colaborado como autora e adaptadora de folhetins na antiga Emissora Nacional. Estes folhetins destacavam-se pela exaltação dos heróis e valores patrióticos, de acordo com o espírito da época de Salazar e Marcelo Caetano.
Tem Ruas com o seu nome em Lisboa (Freguesia do Campo Grande); em Oeiras (Freguesia de Barcarena); em Cascais (Freguesia de São Domingos de Rana) e em Óbidos.

## Casamento e descendência
Foi casada com o médico pediatra Constantino Ferreira Esteves, de quem teve duas filhas, Maria Armanda de Saint-Maurice Ferreira Esteves e Maria José de Saint-Maurice Ferreira Esteves. Maria Armanda casou-se com António Victorino de Almeida, sendo por isso Odette avó materna das actrizes Maria de Medeiros e Inês de Medeiros. Após separação do Dr. Constantino Esteves retirou-se para Fátima, onde conheceu o Frei Vicente com quem viveu os seus últimos anos. Repousa em Óbidos onde vivia ao tempo de sua morte.

## Obras
Literatura infantil
- O Canto da Mocidade (1938)
- A Floresta dos castigos (1939)
- O Príncipe das Mãos Brancas (1940)
- A Fada sem Coração (1940)
- Era uma Vez uma Pastorinha (1941)
- Bolinha de carne e os sete Meninos Maus
- A Cidade dos Tontos (1941)
- A Grande Aventura do Pequeno Manecas (1941)
- Os Três Anõezinhos (1942)
- O Gigante dos Olhos da Felicidade
- Os Brincos da Princesa
- A coelhinha Bonifácia
- O Reino era Dourado
- Os ratos da senhora Maria
- O Príncipe Sorriso
- O Cavalo de Ferro
- História e Histórias da Joaninha
- A Princesa do Céu
- As sete virtudes
- A mais bela princesa
- Teatro para crianças
- A Vidinha do Gastão

Literatura juvenil 

Ficou especialmente conhecida pela Saga da Família Macedo constituída por 25 livros dos quais o último nunca chegou a ser publicado. Estes são: 
1. Um rapaz às direitas (1955)
2. Férias Grandes (1957)
3. Amigos
4. Colégio de Verão
5. Quinta de S. Boaventura
6. Sou uma Rapariga do Liceu (196?)
7. As meninas do andar de cima - O Assalto
8. As meninas do andar de cima - O Outro
9. As meninas do andar de cima - A Revelação
10. Os filhos de Ana Margarida - A Ilha dos Pêssegos
11. Os Filhos de Ana Margarida - Horizontes para os Dois
12. Os filhos de Ana Margarida - A Caminhada
13. Setembro que grande mês - Os primeiros dias
14. Setembro que grande mês - os dias do meio
15. Setembro que grande mês - Os últimos dias
16. Nove Mulheres e Meia - Lili
17. Nove Mulheres e Meia - Mirita
18. Nove Mulheres e Meia - Rita
19. Nove Mulheres e Meia - Rosarinho
20. Nove Mulheres e Meia - Alicinha
21. Nove Mulheres e Meia - Cristina
22. Nove Mulheres e Meia - Inês
23. Nove Mulheres e Meia - Marta
24. Nove Mulheres e Meia - Ana Maria
25. Nove Mulheres e Meia - Maria Rosinha

Literatura para adultos
- Romances
- Almas Perdidas
- Um Coração, Dois Caminhos (1940)
- A Noiva dos meus sonhos
- Uma Paixão Triunfante
- Quero viver o nosso amor
- Regresso tardio
- A Professora dos meus filhos
- A vida que nos espera
- Casa sem janelas
- Duas vidas num amor (Namú)
- Se a vida dissesse que sim
- Pela Beira do Desvio
- Voltar ao passado
- Amanhã como será
- Direito sagrado
- Romance de Linda
- Romance de Cecília
- Romance de Clarinha
- Romance de Laura
- Idade Perigosa

Outros
- Acuso D. Afonso Henriques (1978)

## Adaptação de folhetins radiofónicos
- Os Três Mosqueteiros - Vinte Anos Depois de Dumas (1956);
- O Apóstolo da Juventude (1968), na Emissora Nacional;
- Cinco Filhas para Casar do escritor Camilo Castelo Branco, com Ruy Ferrão (1971).